# مایکل توماسلو

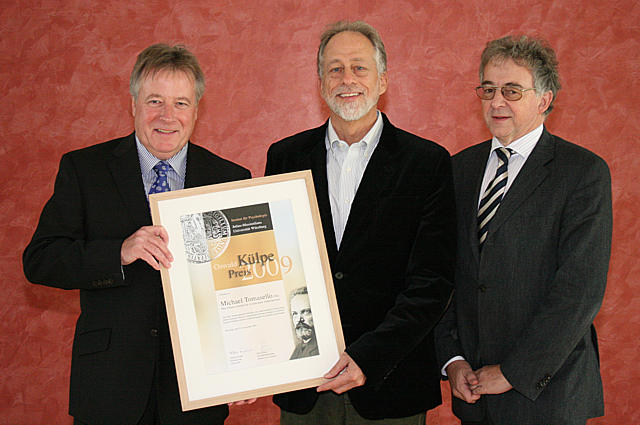
مایکل توماسلو در سال 2009

مایکل توماسلو (به انگلیسی: Michael Tomasello; زادهٔ ۱۸ ژانویه ۱۹۵۰) یک روانشناس تطبیقی و زبان‌شناس آمریکایی است. او در دانشگاه دوک استاد روانشناسی است.
از دهه ۱۹۹۰ به این سو، او جوایز بسیاری برده‌است و او را یکی از معتبرترین متخصصان در روانشناسی رشد و روانشناسی تطبیقی می‌شناسند.
او «یکی از معدود دانشمندانی است که در سراسر جهان به عنوان متخصص در چندین رشته شناخته شده‌است». «تحقیقات پیشگامانه او در مورد منشاء شناخت اجتماعی به بینش‌های انقلابی در روانشناسی رشد و شناخت نخستی سانان منجر شده‌است.» ایده‌های او دربارهٔ ارتباطات یاری گرانه و همکاری گرانه به خوبی نشان می‌دهد انسان به عنوا یک گونه تا چه حد یک هستنده استثنایی و دارای توانایی‌های شناختی بسیار نیرومندتر از دیگر هستنده‌های زنده است.